# Ольховцы (Брестская область)
Ольховцы (бел. Альхо́ўцы) — деревня в Ляховичском районе Брестской области Беларуси. Административный центр Ольховского сельсовета.

## География
Расстояние до Ляхович 10 км, до Бреста — 192 км. Ближайшие населённые пункты в 2 км Литовка, в 3 км Подборочье, Подъязовле, Гостиловичи, Залужье, Гуково, Нивище.
Пролегает автомобильная дорога Н-794.

## История
12 октября 1940 года образован Ольховский сельсовет в составе Ляховичского района Барановичской области БССР. Центр — деревня Ольховцы. С 8 января 1954 года в Брестской области.
16 июля 1954 года упразднён Ольховский сельсовет, территория присоединена до Подъязовлевского сельсовета, который 20 мая 1968 года переименован в Ольховский сельсовет с переносом центра в деревню Ольховцы.

## Население
- 2009 год — 370 жителей (перепись населения)[3]
- 2019 год — 279 жителей (перепись населения)

## Инфраструктура
Здание Ольховского сельисполкома, почтовое отделение, врачебная амбулатория.

## Культура
- Дом культуры
- Библиотека

## Достопримечательность
- Братская могила